# 馬島陸龜屬
馬島陸龜屬（Astrochelys）是陸龜科下的一個屬。其下的兩個物種均發現於馬達加斯加，且都是IUCN紅色名錄的極度瀕危物種。

## 下属物种
本属包括以下物种：
- 射紋龜 Astrochelys radiata (Shaw, 1802)
- †Astrochelys rogerbouri [4]
- 安哥洛卡象龜 Astrochelys yniphora (Vaillant, 1885)